# Nepričava
Nepričava (cyr. Непричава) – wieś w Serbii, w okręgu kolubarskim, w gminie Lajkovac. W 2011 roku liczyła 606 mieszkańców.